# Urtica magellanica
Urtica magellanica là loài thực vật có hoa trong họ Tầm ma. Loài này được Juss. ex Poir. miêu tả khoa học đầu tiên năm 1816.